# Magyarország az 1960. évi téli olimpiai játékokon
Magyarország az egyesült államokbeli Squaw Valleyben megrendezett 1960. évi téli olimpiai játékok egyik részt vevő nemzete volt. Az országot az olimpián 3 sportágban 3 sportoló képviselte, akik érmet nem szereztek.
A magyar atléták pontot sem szereztek. Ez négy ponttal kevesebb, mint az előző, Cortina d’Ampezzó-i olimpián elért eredmény. A megnyitóünnepségen a magyar zászlót Bartha János követségi tanácsos vitte.

## Eredményesség sportáganként
Az alábbi táblázat összefoglalja a magyar versenyzők szereplését. A sportág neve mögött zárójelben lévő szám jelzi, hogy az adott szakág hány versenyszámában indult magyar sportoló.
Az egyes oszlopokban előforduló legmagasabb érték vagy értékek vastagítással kiemelve.

Az olimpiai pontok számát az alábbiak szerint lehet kiszámolni: 1. hely – 7 pont, 2. hely – 5 pont, 3. hely – 4 pont, 4. hely – 3 pont, 5. hely – 2 pont, 6. hely – 1 pont.
| Sportág     | Helyezések száma | Helyezések száma | Helyezések száma | Helyezések száma | Helyezések száma | Helyezések száma | Olimpiai pont | Indulók száma | Indulók száma | Indulók száma |
| Sportág     |                  |                  |                  | 4.               | 5.               | 6.               | Olimpiai pont | Férfi         | Nő            | Össz.         |
| Biatlon (1) | 0                | 0                | 0                | 0                | 0                | 0                | 0             | 1             | 0             | 1             |
| Sífutás (2) | 0                | 0                | 0                | 0                | 0                | 0                | 0             | 1             | 1             | 2             |
| Síugrás (1) | 0                | 0                | 0                | 0                | 0                | 0                | 0             | 1             | 0             | 1             |
|             |                  |                  |                  |                  |                  |                  |               |               |               |               |
| Összesen    | 0                | 0                | 0                | 0                | 0                | 0                | 0             | 2             | 1             | 3             |

## Biatlon
| Versenyző | Lövőhiba | Időeredmény | Helyezés |
| --------- | -------- | ----------- | -------- |
| Sajgó Pál | 14       | 2:02:27,3   | 26.      |

## Sífutás
Férfi
| Versenyző | Versenyszám | Eredmény | Helyezés |
| --------- | ----------- | -------- | -------- |
| Sajgó Pál | 15 km       | 57:02,9  | 34.      |

Női
| Versenyző       | Versenyszám | Eredmény | Helyezés |
| --------------- | ----------- | -------- | -------- |
| Bartha Magdolna | 10 km       | 47:23,2  | 23.      |

## Síugrás
| Versenyző   | 1. ugrás | 1. ugrás | 1. ugrás | 2. ugrás | 2. ugrás | 2. ugrás | Összesítés | Összesítés |
| Versenyző   | Távolság | Pont     | Hely.    | Távolság | Pont     | Hely.    | Pont       | Helyezés   |
| ----------- | -------- | -------- | -------- | -------- | -------- | -------- | ---------- | ---------- |
| Sudár Tamás | 73,5     | 84,1     | 41.      | 64,0     | 81,7     | 42.      | 165,8      | 41.        |